# Sergej Karjakin
Sergej Aleksandrovitj Karjakin (ryska: Сергей Александрович Карякин, ukrainska: Сергій Олександрович Карякін), född 12 januari 1990 i Simferopol, är en rysk stormästare i schack. Efter att ha vunnit kandidatturneringen i mars 2016 möttes Karjakin och den regerande världsmästaren Magnus Carlsen den 11–30 november 2016 i en VM-match i New York. Efter de ordinarie tolv partierna var ställningen oavgjord. Carlsen vann särspelet i snabbschack med 3–1.
Karjakin uttalade i februari 2022, i ett personligt brev till Vladimir Putin och på sociala medier, sitt stöd för Rysslands invasion av Ukraina. Detta fördömdes av FIDE.